# Wartburg-Gesellschaft zur Erforschung von Burgen und Schlössern

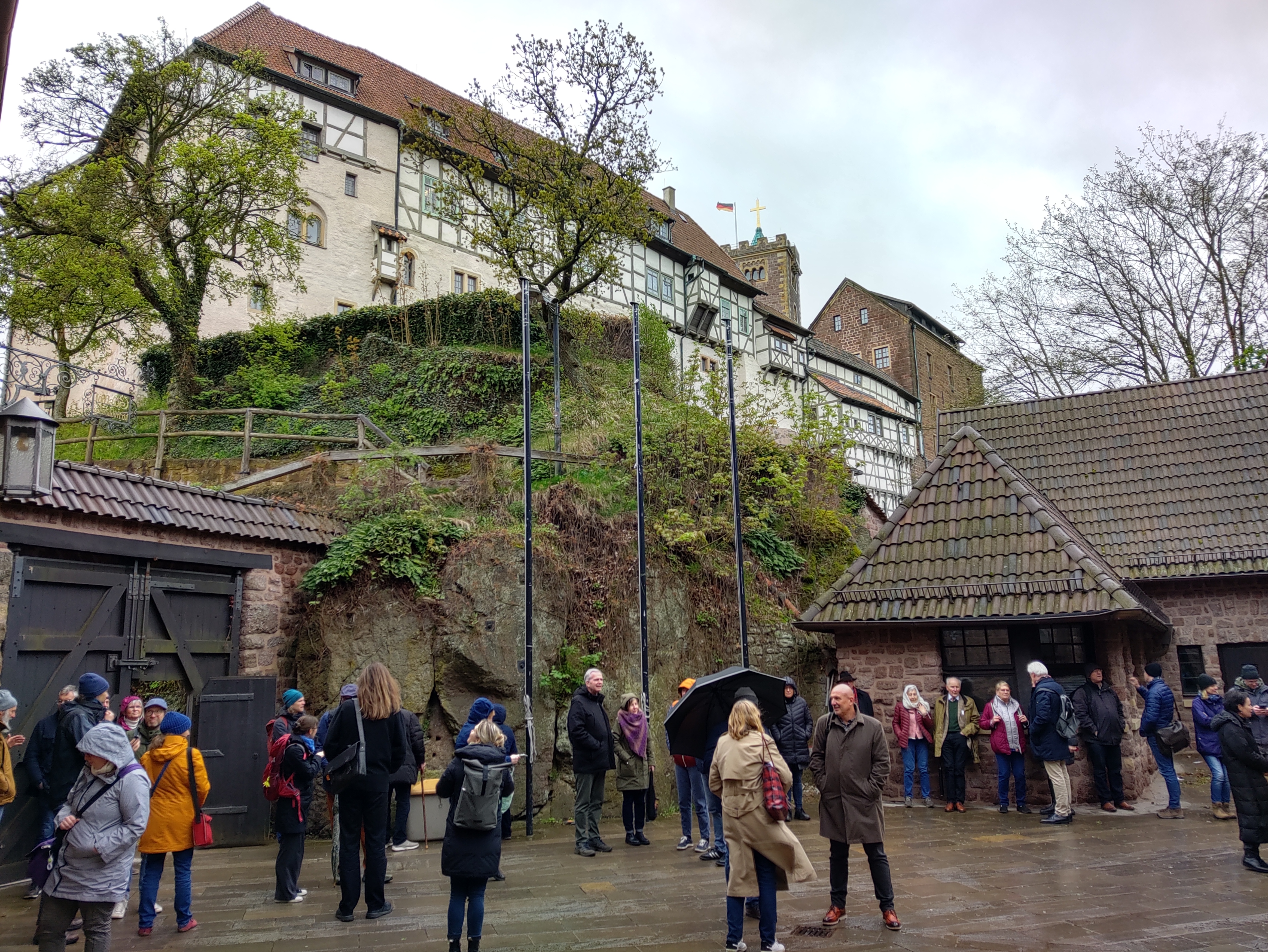
Exkursion der Wartburg-Gesellschaft auf der Wartburg, 2024

Die Wartburg-Gesellschaft zur Erforschung von Burgen und Schlössern ist ein 1992 auf der Wartburg gegründeter international ausgerichteter Verein von Wissenschaftlerinnen und Wissenschaftlern, Institutionen und Interessierten, die sich der Erforschung von Burgen und Schlössern in zurzeit zehn mitteleuropäischen Staaten widmen. Sie hat ihren vereinsrechtlichen Sitz und ihre Geschäftsstelle auf der Wartburg in Eisenach.

## Forschung und Vermittlung
Die Wartburg-Gesellschaft bietet der Erforschung von Burgen, Schlössern und Wehrbauten ein unabhängiges wissenschaftliches Forum mit internationaler Ausrichtung. Insbesondere fördert die Gesellschaft eine interdisziplinäre Zusammenarbeit zwischen Historikern, Bau- und Kunsthistorikern, Archäologen, Landeskundlern und Denkmalpflegern. Der Fokus der Arbeit liegt dabei auf Einzelergebnissen, auf einem thematischen Überblick, auf den Forschungsmethoden und auf dem baulichen Umgang mit der historischen Substanz.
Ein besonderes Anliegen ist der Gesellschaft der Kontakt zum Forschungsnachwuchs sowie die Förderung von jungen Wissenschaftlern und Wissenschaftlerinnen im Themenkreis der Burgen- und Schlösserforschung.

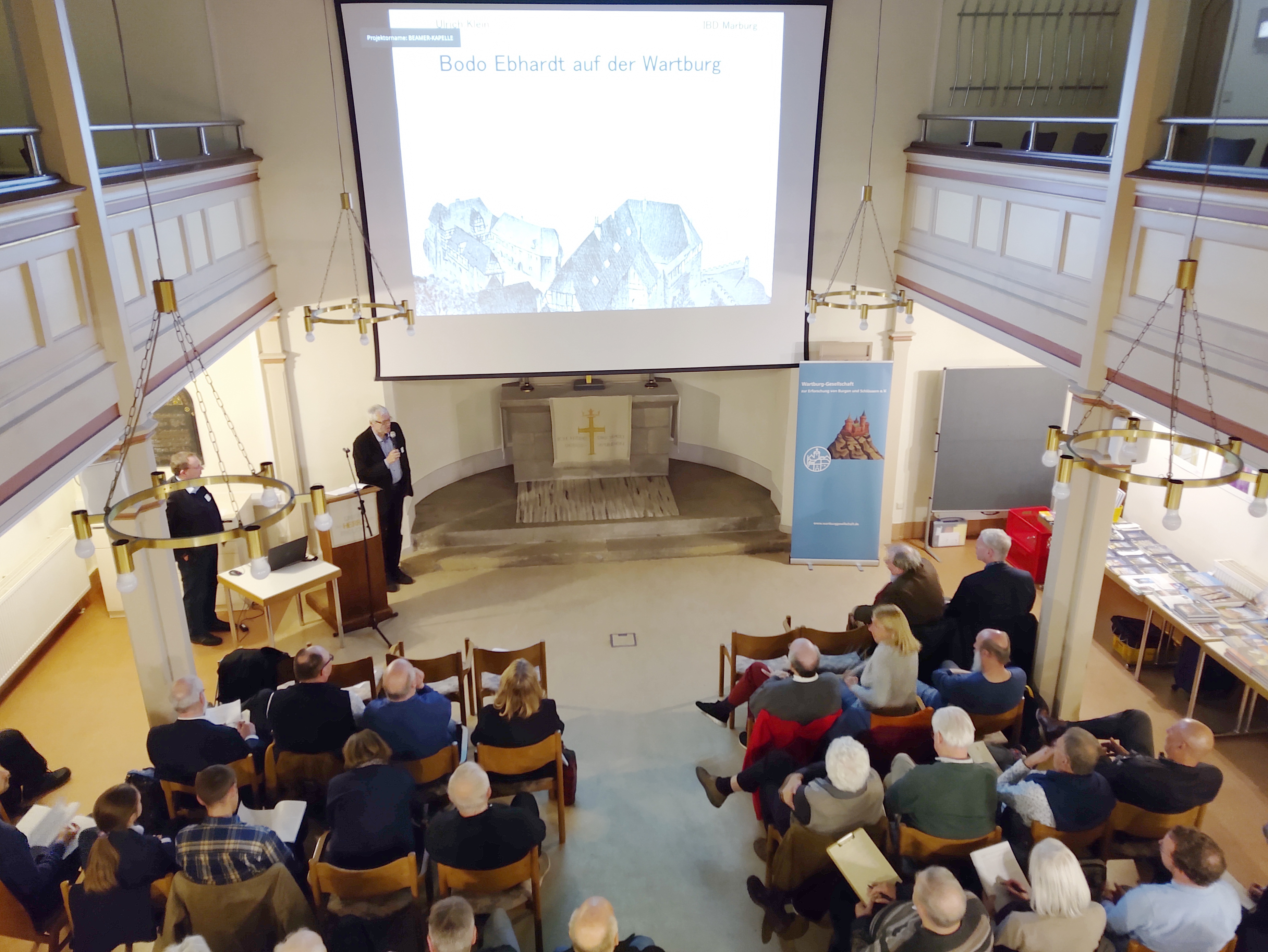
Jahrestagung der Wartburg-Gesellschaft in Eisenach – Plenum, 2024

## Fachtagungen der Wartburg-Gesellschaft
Die Wartburg-Gesellschaft veranstaltet an wechselnden Orten mit Burgen und Schlössern – bislang zwischen Schleswig und Tirol, Utrecht und Marienburg/Malbork – jährlich mehrere Fach- und Jahrestagungen, i. d. R. über drei bis vier Tage. Die jeweiligen Tagungen widmen sich einzelnen Schwerpunktthemen; darüber hinaus ergänzen regionale Veranstaltungen das Programm der Jahrestagungen.
Zur Teilnahme an den Tagungen sind Wissenschaftler und Nicht-Wissenschaftler, Mitglieder der Wartburg-Gesellschaft sowie Nicht-Mitglieder eingeladen.
Gleichwohl veranstaltet die Wartburg-Gesellschaft regelmäßig Exkursionen zu Burgen, Schlössern und Wehranlagen für ihre Mitglieder und Interessierte.

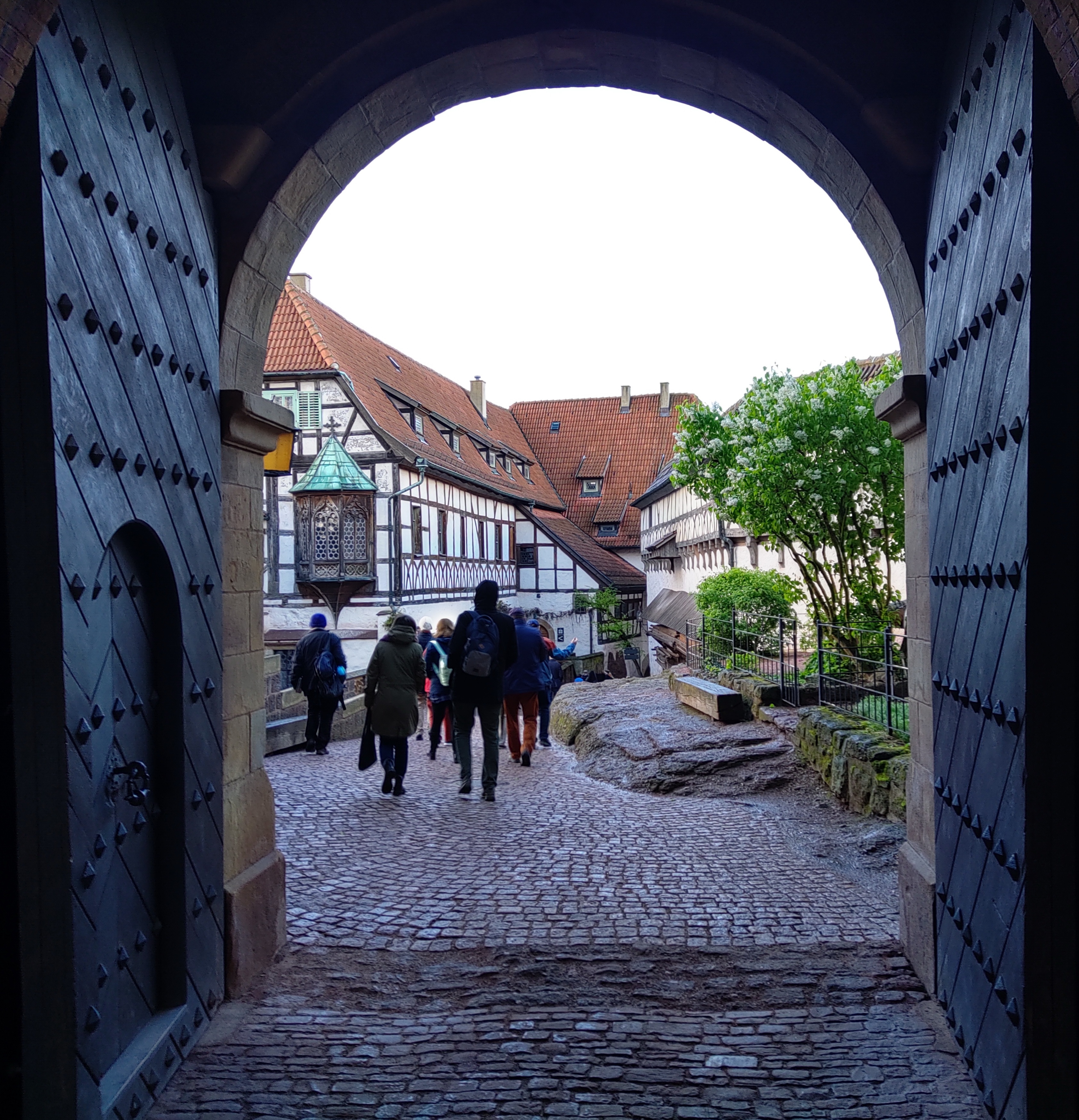
Exkursion der Wartburg-Gesellschaft auf dem Ersten Burghof der Wartburg, 2024

## Publikationen
Die Wartburg-Gesellschaft gibt drei wissenschaftliche Schriftenreihen heraus:
- Im Jahrbuch Forschungen zu Burgen und Schlössern werden die Ergebnisse der Tagungen, thematisch naheliegende Forschungen sowie Rezensionen publiziert.[1]
- Die Sonderbände 1 bis 7 (2005 bis 2024) widmen sich jeweils gesonderten Themen und einzelnen Burganlagen.[2]
- In den Einzelführern werden jeweils einzelne Burg-, Schloss- und Wehrbauten vorgestellt.[3]
- Zugleich gibt die Wartburg-Gesellschaft die Schriften des Deutschen Burgenmuseums zu speziellen Themenkomplexen bzw. einzelnen Burgen heraus.[4]
- Für die Mitglieder der Wartburg-Gesellschaft erscheint mehrmals jährlich ein Rundbrief mit Berichten über Tagungen, aktuellen Publikationen und Veranstaltungen der Gesellschaft sowie anderen wissenschaftlichen Einrichtungen.[5]

## Sonstiges
Auf Initiative der Wartburg-Gesellschaft gründete sich 2005 ein Trägerverein, um auf der Heldburg in Thüringen das „Deutsche Burgenmuseum“ einzurichten; daran beteiligt sind das Germanische Nationalmuseum Nürnberg und das Historische Museum Berlin. Darüber hinaus ist die Gesellschaft an der wissenschaftlichen Schriftenreihe des Deutschen Burgenmuseums beteiligt.